# Lethe canthus
Lethe canthus är en fjärilsart som beskrevs av Carl von Linné 1767. Lethe canthus ingår i släktet Lethe och familjen praktfjärilar. Inga underarter finns listade i Catalogue of Life.